# Kylmäsaari (ö i Kymmenedalen)
Kylmäsaari är en ö i Finland. Den ligger i sjön Suurijärvi och i kommunen Fredrikshamn i den ekonomiska regionen  Kotka-Fredrikshamn  och landskapet Kymmenedalen, i den södra delen av landet, 130 km öster om huvudstaden Helsingfors. Öns area är 0,3 hektar och dess största längd är 150 meter i nord-sydlig riktning.